# Esporte Clube Falcão
O Esporte Clube Falcão é um clube brasileiro de futebol, da cidade de São Luís, no estado do Maranhão. Está ligado à Associação Esportiva Brigadeiro Falcão, entidade sem fins lucrativos.

## Títulos

### Estaduais
- Vice-Campeonato Maranhense da Segunda Divisão: 2002.[1]